# 陶营镇
陶营乡，是中华人民共和国河南省洛陽市汝阳县下辖的一个乡镇级行政单位。

## 行政区划
陶营乡下辖以下地区：
陶营村、大北西村、南庄村、小北西村、姚沟村、上坡村、南寺村、铁炉营村、后寨村、黄滩村、柿元村、罗营村、范滩村和魏村。